# Вандевиль, Жак
Жак Вандевиль (фр. Jacques Vandeville; 16 октября 1930, Париж — 17 марта 2023, Париж) — французский гобоист.

## Биография
С 1954 года выступал как солист и ансамблист, играл также в составе Нового филармонического оркестра Радио Франции. В 1957 году был удостоен медали на VI Всемирном фестивале молодёжи и студентов в Москве. В 1959 году разделил с Лотаром Кохом первое место на международном конкурсе гобоистов в рамках фестиваля «Пражская весна», а с Хайнцем Холлигером — первое место на Международном конкурсе исполнителей в Женеве.
Записал Концертную симфонию для гобоя и струнных Жака Ибера (с Симфоническим оркестром Ниццы, 1979), Гарденовский концерт Анри Соге (с камерным ансамблем Жана Вальтера Одули, 1988), сонаты Иоганна Себастьяна Баха и Георга Филиппа Телемана (с органистом Жан-Мишелем Лушаром) и др.
Вандевилю посвящены Синекдоха для гобоя соло (1969) Алена Вебера и пьеса Мориса Оана Sarc (1972).